# 塞貝瓦鎮區 (密歇根州)
塞貝瓦鎮區（英語：Sebewa Township）是位於美國密歇根州愛奧尼亞縣的一個行政鎮區。

## 地方資料
塞貝瓦鎮區的面積為92.80平方千米，當中陸地面積為92.80平方千米，而水域面積為0.00平方千米。根據2020年美國人口普查的數據，當地共有人口1124人，而人口密度為每平方千米12.11人。